# Fontaine Saint-Martin (Laval)
La fontaine Saint-Martin est une fontaine située 90, rue de Rennes à Laval, dans le département de la Mayenne.

## Histoire
La fontaine est construite en 1810 par Jean-Baptiste Tellot, architecte.
Ce bâtiment fait l’objet d’une inscription au titre des monuments historiques depuis le 5 avril 1930.